# Neoascia tenur
Neoascia tenur là một loài ruồi trong họ Ruồi giả ong (Syrphidae). Loài này được Harris mô tả khoa học đầu tiên năm 1780. Neoascia tenur phân bố ở vùng Cổ Bắc giới (Đan Mạch)